# The Voice of the Child
The Voice of the Child est un film américain réalisé par D. W. Griffith, sorti en 1911.

## Synopsis
Convaincue que son mari la trompe, une épouse envisage de le quitter. Mais les pleurs de leur petite fille la font changer d'avis.

## Fiche technique
- Réalisation : D. W. Griffith
- Scénario : 	George Hennessy
- Photographie : 	G. W. Bitzer
- Durée : 18 minutes (16 frame/s)
- Date de sortie : 28 décembre 1911[1]

## Distribution
- Edwin August : le mari
- Blanche Sweet : la femme
- Adele DeGarde : l'enfant
- Joseph Graybill : le prétendu ami
- Kate Bruce

## Production
Ce film produit par American Mutoscope and Biograph Company a été tourné à Fort Lee dans le New Jersey.